# هيلين ماكينيس
هيلين ماكينيس (بالإنجليزية: Helen MacInnes)‏ (7 أكتوبر 1907، غلاسكو في المملكة المتحدة - 30 سبتمبر 1985، نيويورك في الولايات المتحدة)؛ كاتِبة، أمينة مكتبة وروائية بريطانية-أمريكية.

## روابط خارجية
- هيلين ماكينيس على موقع IMDb (الإنجليزية)
- هيلين ماكينيس على موقع الموسوعة البريطانية (الإنجليزية)
- هيلين ماكينيس على موقع أول موفي (الإنجليزية)
- هيلين ماكينيس على موقع قاعدة بيانات الأفلام السويدية (السويدية)
- هيلين ماكينيس على موقع قاعدة بيانات الفيلم (الإنجليزية)
- هيلين ماكينيس على موقع كينوبويسك (الروسية)